# Glasmacherzeichen

Glasmacherzeichen

Glasmacherzeichen im Wappen der hessischen Gemeinde Helsa

Das Glasmacherzeichen (selten Glasmacherkreuz) ist das Symbol der Glasmacher. Es verbildlicht den Glasmacherspruch: „Es ist ein unendlich Kreuz, Glas zu machen.“ Dem Zeichen wird eine alchemistische Wurzel nachgesagt. Dem modernen Zeichen wurden tiefgehende Bedeutungen hinterlegt.
Nach dem Zweiten Weltkrieg wurde die Zeitschrift Glastechnische Berichte 1948 im 22. Jahrgang wieder aufgelegt und zeigte auf der Umschlagseite das Zeichen. Die Symbolik des Zeichens wurde jedoch erst nach und nach wieder bekannt. Die liegende Acht (→ Unendlichkeit) symbolisiert den Werkstoff Glas auf der linken Seite als flüssige Glasschmelze und auf der rechten Seite in nicht kristallinem festen Zustand. In den Übergangsbereich der beiden Zustände zeigt machtvoll, als Herrschaftsbeweis des Menschen über die Natur, ein metallenes Schwert, das für die Glasmacherpfeife steht.
Die Deutsche Glastechnische Gesellschaft (DGG), die Tschechische Glasgesellschaft und der Verband Deutscher Glasbläser (VDG) führen das Glasmacherzeichen als Symbol ihrer Vereinigungen. Weiterhin findet man das Zeichen, betitelt als gerettetes Glasmacher-Denkmal, im Glasmuseum in Gelenberg. Das gläserne Tal in der Gemeinde Weißenkirchen im Attergau, der Glaswanderweg Warmensteinach zeigten das Zeichen. Eine weitere Deutung vom Gasthof Loisl nahe Fichtelberg beschreibt das Zeichen als liegende Acht, die aus zwei Schleifen zusammengesetzt ist, und stellt eigentlich zwei Zustände eines Stoffes dar: den flüssigen und den festen Zustand.
Der Heimat- und Geschichtsverein Heinade-Hellental-Merxhausen beschreibt das Zeichen als das Zeichen der Alchemisten für Glas. Es ist zusammengesetzt aus dem Symbol X für „brechen“, dem astronomischen Symbol ☿ für Merkur, sowie dem Symbol einer Glasmacherpfeife mit Külbel. Auf einer Glasdose im Landesmuseum Württemberg ist das Glasmacherzeichen „das unendliche Kreuz“ zu finden. Wilhelm von Eiff soll diese im Jahr 1935 hergestellt haben.
Das Zunftzeichen der Glaser besteht aus vier gekreuzten Werkzeugen: Glaserdiamant, Trenneisen, Hammer und Kröseleisen.

## Archäologische Untersuchung
Auf Grundlage historischer, geophysikalischer und nun auch archäologischer Erkenntnisse konnte mehr Licht in den Schatten des Glashüttenturms von Klein Süntel gebracht werden. Hierbei fand sich auf einem Fragment eines Deckels für einen Koch- oder Vorratstopf aus Zieglerware ein eingeritztes Dekor, das als „Glasmacherzeichen“ gedeutet werden kann.